# パディ・モローニ
パディ・モローニ（英語: Paddy Moloney、アイルランド語: Pádraig Ó Maoldomhnaigh、1938年8月1日 - 2021年10月12日）は、アイルランドの音楽家・作曲家・プロデューサー。またバンド、チーフタンズの創設者にしてリーダーであり、チーフタンズのリリースしたすべてのアルバムに参加している。

## 生い立ち
アイルランド・ダブリンのDonnycarneyで生を受ける。6歳の時母親からティン・ホイッスルを買ってもらい、8歳の折にはイリアン・パイプスの演奏を学び始めた。

## 音楽家としてのキャリア
ティン・ホイッスルとイリアン・パイプスに加え、モリニーはボタン・アコーディオンとバウロンの演奏を習得している。

### バンドメンバーとして

#### キョールトリ・クーラン
1950年代の末葉、ショーン・オ・リアダと知り合ったモローニは、1980年代初頭にリアダのバンドである「キョールトリ・クーラン」に加入した。

#### チーフタンズ
1962年11月ダブリンにおいて、ショーン・ポッツやマイケル・タブリディと共にモローニは伝統的アイルランド音楽のバンド「チーフタンズ」を結成した。バンドリーダーとして、彼は第一作曲家となり、チーフタンズの曲のほとんどの編曲も担当している。また、『デビルズ・パイレーツ』、『The Grey Fox』、『ブレイブハート』、『ギャング・オブ・ニューヨーク』、スタンリー・キューブリック監督の『バリー・リンドン』など映画作品への楽曲提供も行っている。

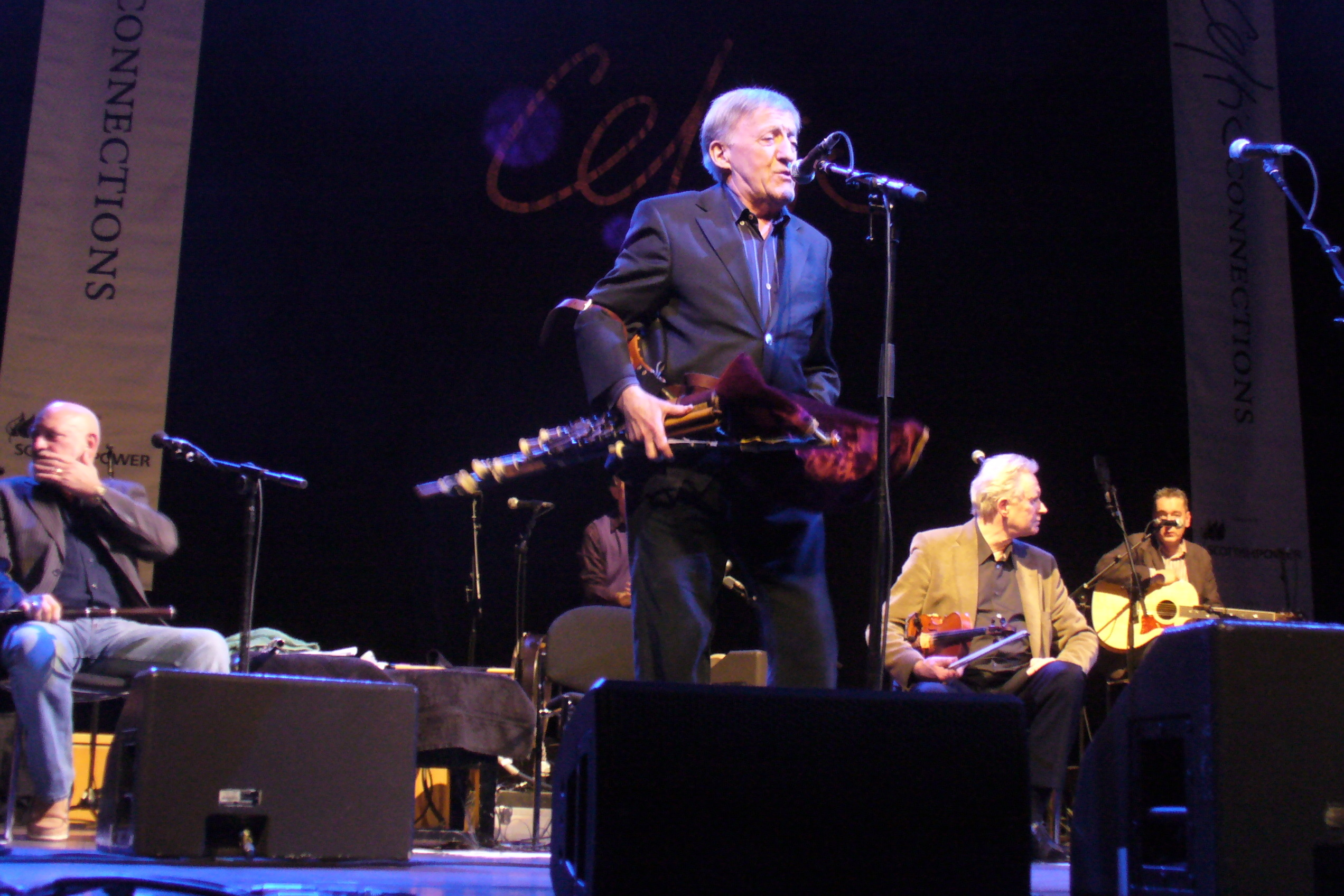
モローニとチーフタンズ（2010年）

### スタジオ・ミュージシャンとして
モローニには、マイク・オールドフィールド、ザ・マペッツ、ミック・ジャガー、ゲイリー・ムーア、ポール・マッカートニー、スティング、ドン・ヘンリー、スティーヴィー・ワンダーといった著名なミュージシャンのスタジオ・ミュージシャンを担当した経験がある。

### プロデューサーとして
ルガラ出身のガレク・デ・ブリュン（英語名はガレク・ブラウン）と共同で、クラダ・レコードを設立した。1968年にはモローニはレーベルのプロデューサーに就任して、45枚のアルバムの録音を監修している。

## 私生活
芸術家である妻リタ・オライリーとの間に三子を儲け、その内の一人が女優/プロデューサーのエイディンである。モローニは失われつつあるアイルランド語を流暢に操ることができる。
2021年10月12日、ダブリンの病院にて83歳で急死した。

## ディスコグラフィ

### リーダー・アルバム
- Tin Whistles (1974年) ※with ショーン・ポッツ[4]
- 『サイレント・ナイト〜クリスマス・イン・ローマ』 - Silent Night: A Christmas in Rome (1998年)[5]
- The Wild Dog Rose (2011年) ※with ジョン・モンタギュー[6]

### 参加アルバム
- Various Artists : The Drones and Chanters: Irish Pipering (1971年)[7]

## 受賞歴など
2012年9月13日、モローニはオットリ賞（Ohtli Award）を受賞した。これはメキシコの文化賞として最高峰の物である。
2018年8月4日には、スペイン文民功労勲章のエンコミエンダ章を授与された。